# Curzerenona
Curzerenona es un antimicrobial aislado de Lindera pulcherrima.